# Grigoriy Pulyayev
Grigoriy Valeryevich Pulyayev (ros. Григорий Валерьевич Пуляев, Grigorij Walerjewicz Pulajew; ur. 18 lipca 1971 w Samarkandzie) – uzbecki zapaśnik w stylu klasycznym. Olimpijczyk z Atlanty 1996, gdzie zajął szóste miejsce w kategorii do 68 kg.
Trzykrotny uczestnik mistrzostw świata; jedenasty w 1994. Drugi na igrzyskach azjatyckich w 1994 i trzeci w 1998. Srebrny medalista igrzysk w Centralnej Azji w 1995. Srebrny medal mistrzostw Azji w 1996 i 1997, brąz w 1995. Trzeci na wojskowych MŚ w 1997. Pierwszy w Pucharze Świata w 1997 roku.